# Oliver von Dobrowolski

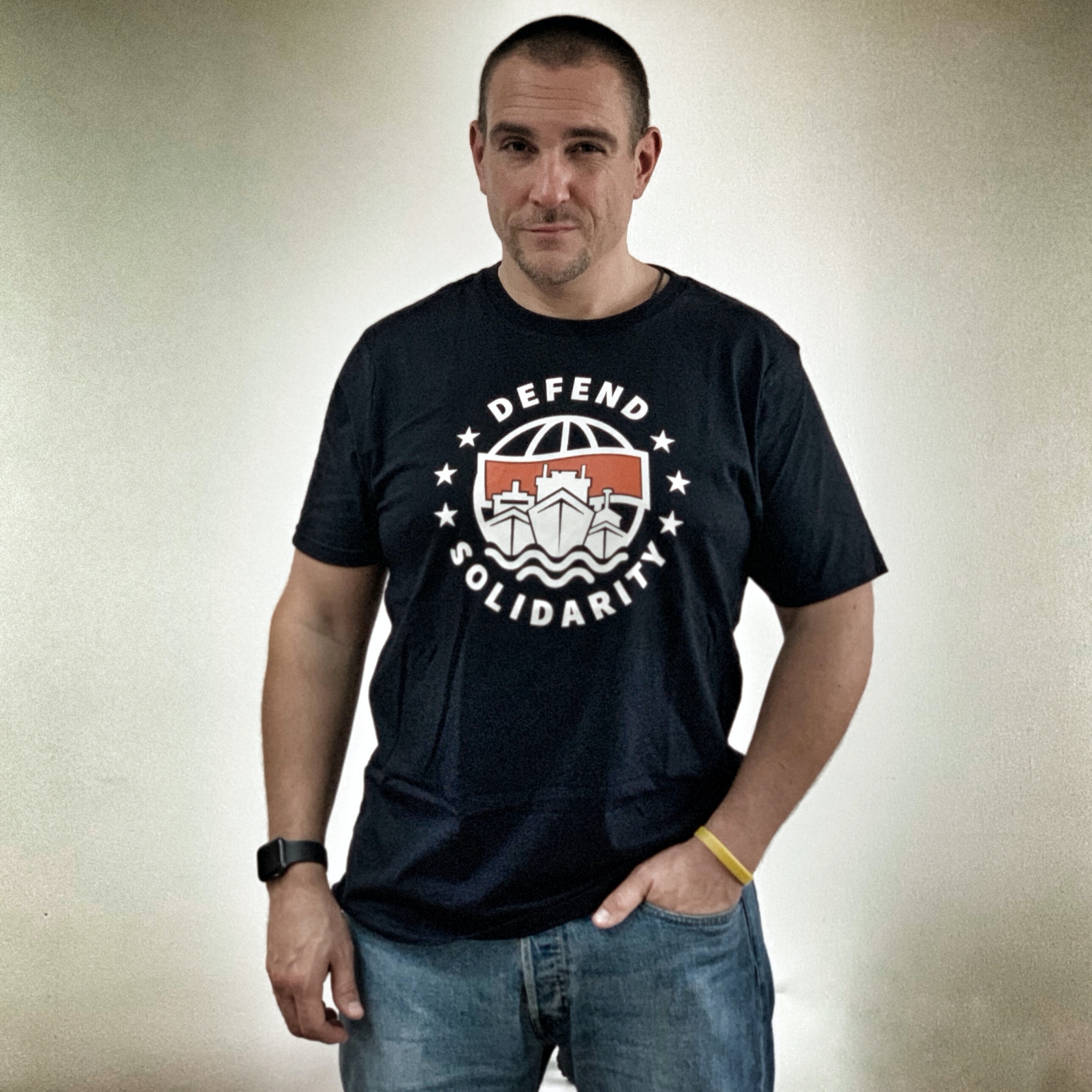
Oliver von Dobrowolski (2019)

Oliver von Dobrowolski (* 10. Februar 1976 als Oliver Scheunemann in Berlin-Lichterfelde) ist ein deutscher Polizeibeamter und Autor. Der Kriminalhauptkommissar war Bundesvorsitzender der Berufsvereinigung PolizeiGrün. Im April 2021 gründete er den Verein „BetterPolice“.

## Polizeilicher Werdegang
Von Dobrowolski begann 1998 sein Studium zur Ausbildung für den gehobenen Dienst der Berliner Polizei.
In der Folge war er in verschiedenen Kriminalkommissariaten und beim Kriminaldauerdienst tätig, bevor er im Jahr 2011 für einige Monate in einer polizeilichen Auslandsmission in Afghanistan verwendet wurde. Weiterhin ist von Dobrowolski seit 2006 als Konfliktmanager Mitglied des Kommunikationsteams der Berliner Polizei. Ab 2012 war er beim Landeskriminalamt Berlin beschäftigt, wo er zuerst bei der Zentralstelle für Prävention u. a. für das Phänomen Fahrraddiebstahl zuständig war. Anschließend war von Dobrowolski Teil einer Hundertschaft der Bereitschaftspolizei, an der Polizeiakademie und im Bereich Organisierte Kriminalität des LKA. Ab 2020 war er bei der Brennpunkt- und Präsenzeinheit (BPE) der Polizeidirektion City in der Berliner Innenstadt, einer mobilen Einsatztruppe, für die er sich freiwillig bewarb. Seit April 2022 ist er als Streifenbeamter auf einem Berliner Polizeiabschnitt tätig.

## Politische Tätigkeit

### PolizeiGrün e. V.
Oliver von Dobrowolski war von 2011 bis 2024 Mitglied der Partei Bündnis 90/Die Grünen. Ab 2013 war er Vorstandsmitglied des in Freiburg im Breisgau gegründeten und eingetragenen Vereins PolizeiGrün, der sich als polizeiliche Interessenvertretung für Mitglieder von Bündnis 90/Die Grünen und der Partei nahestehender Menschen versteht. Von März 2018 bis April 2021 war er Erster Vorsitzender des Vereins. Im April 2021 legte er das Amt aus persönlichen Gründen nieder. Im Juli 2024 trat er aus der grünen Partei aus, die seiner Meinung nach keine innenpolitische Verantwortung übernehme und „durch den Fokus auf zumeist rein ökologische Themen“ eine „Selbstverzwergung“ betreibe.

### BetterPolice e. V.
Um das Ziel einer reformierten Polizei mit mehr parteipolitischer Unabhängigkeit verfolgen zu können, gründete von Dobrowolski im April die Initiative „BetterPolice“ als Sammlungsbewegung. Der Verein setzt sich für eine unabhängige Kontrolle der Polizeiarbeit ein sowie die Einrichtung unabhängiger Beschwerdestellen. Dies ist nicht nur bei Übergriffen durch die Polizei (Racial Profiling, Übergriffe bei Demonstrationen etc.) von Bedeutung, sondern auch bei internen Problemen (wie z. B. sexuellen Übergriffen).
Zu den prominenten Unterstützern von BetterPolice zählen die Schriftstellerin Sibylle Berg und die Rechtsanwältin Seda Başay-Yıldız sowie der ehemalige Bundestagsabgeordnete Niema Movassat.

## Positionen
Inhaltlich geht es von Dobrowolski bei seinen Aktivitäten darum, eine Polizei zu ermöglichen, in der Probleme nicht als „Einzelfälle“ deklariert, sondern konstruktiv bereinigt werden. Hier sieht er insbesondere im Kontext von Rassismus, Homophobie, Frauenfeindlichkeit, Polizeigewalt und ähnlichen Themen noch große Defizite.
Ein auf seinem privaten Blog erschienener Artikel „Der G20 in Hamburg aus Sicht eines Polizisten“, in dem er sich kritisch mit den Umständen des im Juli 2017 in der Hansestadt ausgetragenen G20-Gipfels auseinandersetzt, erlangte weitreichende Beachtung.
Oliver von Dobrowolski äußert sich regelmäßig in den Medien zu Themen der Innen- und Sicherheitspolitik. Neben Einschätzungen zum G20 im Kontext einer bürgerrechtsfreundlichen Polizei befasst er sich besonders mit den Aspekten der Einführung unabhängiger Polizeibeauftragter, irrationaler Kriminalitätsangst sowie Racial Profiling und Rechtsextremismus bei der Polizei.
Von ihm erschien eine Kolumne in der Tageszeitung „Neues Deutschland“, die sich mit der polizeilichen Kennzeichnungspflicht befasst.
Den Bestrebungen nach Verschärfungen der Polizeigesetze und einer robuster auftretenden Polizei begegnet er im Interview mit dem „SZ-Magazin“ mit dem Leitsatz „Wir müssen mit Vertrauen arbeiten, nicht mit der Brechstange“.
Seit 2018 ist er Interviewgast in verschiedenen bekannten Podcast-Formaten, z. B. „WRINT“ von Holger Klein, „Frisch an die Arbeit“ von Zeit Online oder „WG Wesensfremd“ mit Sibylle Berg und Hotel Matze von Matze Hielscher. Weiterhin ist er im 2018 erschienenen Kinofilm „Hamburger Gitter“ zu sehen, in dem er erneut den Einsatz zum G20-Gipfel kritisch betrachtet.
Als Interviewgast bei den WDR-5-Funkhausgesprächen im September 2020, in denen er auch von Anfeindungen aus den eigenen Reihen berichtet, wird er von Moderator Stephan Karkowsky als „Posterboy der deutschen Polizei“ bezeichnet. Bereits zuvor erklärte er in der im Juni 2020 auf Arte ausgestrahlten deutsch-französischen Dokumentation „Feindbild Polizei“, dass er häufig Ziel von Ausgrenzungen und Angriffen eigener Kollegen wurde.
Das Magazin Business Punk setzte von Dobrowolski in der Kategorie „Social & Policy“ auf die Watchlist 2021 der 100 Macher und Kreativen. Das Berliner Stadtmagazin tip wählte ihn im Ranking „Die besten Berliner des Jahres 2020“ auf Platz 24.
Im Februar 2022 erschien sein Sachbuch »Ich kämpfe für eine bessere Polizei« im S. Fischer Verlag, in dem er formuliert, was sich aus seiner Sicht ändern müsste, damit die Polizei ein wahrer Freund und Helfer für alle Bevölkerungsgruppen werden kann.
Während der Covid-Pandemie unterstützte von Dobrowolski den Ansatz des Massenquarantäne#Wellenbrecher-Lockdowns. Im März 2023 gab er bekannt, an Long COVID zu leiden und wandte sich gegen eine nachträgliche Verharmlosung von Covid-19.
In den Medien befasst er sich fortlaufend mit Themen der Polizeikritik, wie 2023 im Tagesthemen-Interview mit Caren Miosga oder 2024 in der Dokumentation »Die Polizei und der Rassismus« im Ersten.
Für das Projekt »Mach Meldung! Whistleblowing in der Polizei« der Gesellschaft für Freiheitsrechte trat er als Videobotschafter auf, um auf die Möglichkeiten des seit 2023 bestehenden Hinweisgeberschutzgesetzes hinzuweisen, um polizeiliches Fehlverhalten besser aufdecken zu können.

## Kontroversen
Im April 2015 trat von Dobrowolski nach 17-jähriger Mitgliedschaft aus der Gewerkschaft der Polizei (GdP) aus. Grund war eine seiner Auffassung nach unzureichende Abgrenzung des Berliner Landesverbands von einem Vorstandsmitglied, das in der Vergangenheit durch eine rechtsradikale Gesinnung auffiel. Kurz danach erklärte auch Berlins damaliger Polizeipräsident Klaus Kandt aus dem gleichen Grund seinen Austritt aus der GdP.
Im Januar 2017 initiierte von Dobrowolski gemeinsam mit anderen eine Online-Petition, in der die Medienschaffenden in Deutschland aufgerufen wurden, dem Vorsitzenden der Deutschen Polizeigewerkschaft, Rainer Wendt, weniger Geltung zu verschaffen und vielmehr auf andere polizeiliche Experten zurückzugreifen. Argumentiert wurde damit, dass Wendt durch umstrittene und populistische Aussagen und seiner medialen Omnipräsenz den Ruf der Polizei und das Vertrauen in den Berufsstand beschädigen würde. Vor allem rechtskonservative Zeitungen und Plattformen empörten sich über diesen angeblich undemokratischen Versuch, die Meinungsfreiheit zu beschneiden.
Im April 2018 veröffentlichte von Dobrowolski über seinen Twitteraccount einen Aprilscherz, wonach der damals vakante Posten des Polizeipräsidenten in Berlin an den umstrittenen G20-Einsatzleiter der Hamburger Polizei Hartmut Dudde vergeben worden sei. Hartmut Dudde erstattete als Privatperson bei der kurz darauf in das Amt versetzten Polizeipräsidentin Barbara Slowik Dienstaufsichtsbeschwerde gegen von Dobrowolski, da er sich von der Behauptung in seiner Ehre verletzt sah.
Durch sein Wirken in der Öffentlichkeit wird von Dobrowolski selbst oft für seine Positionen kritisiert. Es kam zwar nie zu einem Disziplinarverfahren (was ihm nach eigener Aussage wichtig ist), aber da er ungeschriebene Regeln ignoriert oder für sich anders interpretiert, wird der Kommissar regelmäßig angefeindet. Der Stern druckte 2022 einige der Anfeindungen ab. Die darin enthaltenen Unterstellungen, Aufforderungen (z. B. die Polizei zu verlassen) und Drohungen erreichen durchaus die Qualität von Cyber-Mobbing. Gerade bei Anfeindungen durch Kollegen wäre auch hier eine unabhängige Beschwerdestelle von Vorteil.

## Werke

### Bücher
- Ich kämpfe für eine bessere Polizei S. Fischer-Verlage, 2022, ISBN 978-3-10-397140-8

### Buchbeiträge
- „Ihren Ausweis bitte“ Verdachtsunabhängige Polizeikontrollen als Einfallstor für Racial Profiling In: Heike Kleffner u. a. (Hrsg.): Recht gegen rechts: Report 2023 S. Fischer-Verlage, 2023, ISBN 978-3-10-397186-6
- „Rechtsextremismus in der Polizei“ Die Situation in Griechenland und Deutschland Friedrich-Ebert-Stiftung Athens Office, 2024, ISBN 978-618-5779-14-6

## Auszeichnungen
- Mai 2022: Ehrenzeichen für besondere Leistungen im Dienst der Polizei Berlin